# Saint-Malô-du-Bois
Saint-Malô-du-Bois là một xã ở tỉnh Vendée trong vùng Pays de la Loire, Pháp. Xã này có diện tích 14,28 kilômét vuông, dân số năm 2006 là 1429 người. Xã này nằm ở khu vực có độ cao trung bình 196 mét trên mực nước biển.

## Biến động dân số
| Năm | 1962 | 1968 | 1975 | 1982 | 1990  | 1999  | 2006  |
| --- | ---- | ---- | ---- | ---- | ----- | ----- | ----- |
| Dân số | 745  | 799  | 808  | 890  | 1 085 | 1 189 | 1 429 |
| From the year 1962 on: No double counting—residents of multiple communes (e.g. students and military personnel) are counted only once. |      |      |      |      |       |       |       |